# Andrieskerk (Amsterdam)
De Andrieskerk is het kerkgebouw van De Christengemeenschap aan de Arent Janszoon Ernststraat 869 in de wijk Buitenveldert in Amsterdam.
De kerk is in 1971 gebouwd in de organische architectuur-stijl, naar ontwerp van architect H.W.M. Hupkes. Hupkes lichtte het ontwerp al in 1969 toe; hij wilde af van rechte lijnen en rechthoekige vensters; hij liet zich meer inspireren door kristallen en wilde de menselijke maat terug. Het dak werd afgewerkt met koperen platen, zodat het na verloop van tijd groen zou uitslaan.
Binnen is er achter het altaar een grote wandschildering waarin dood en opstanding verbeeld worden. De ramen zijn van de Duitse glaskunstenaar Udo Zembok.
In 2013 werd het gebouw benoemd tot gemeentelijk monument.

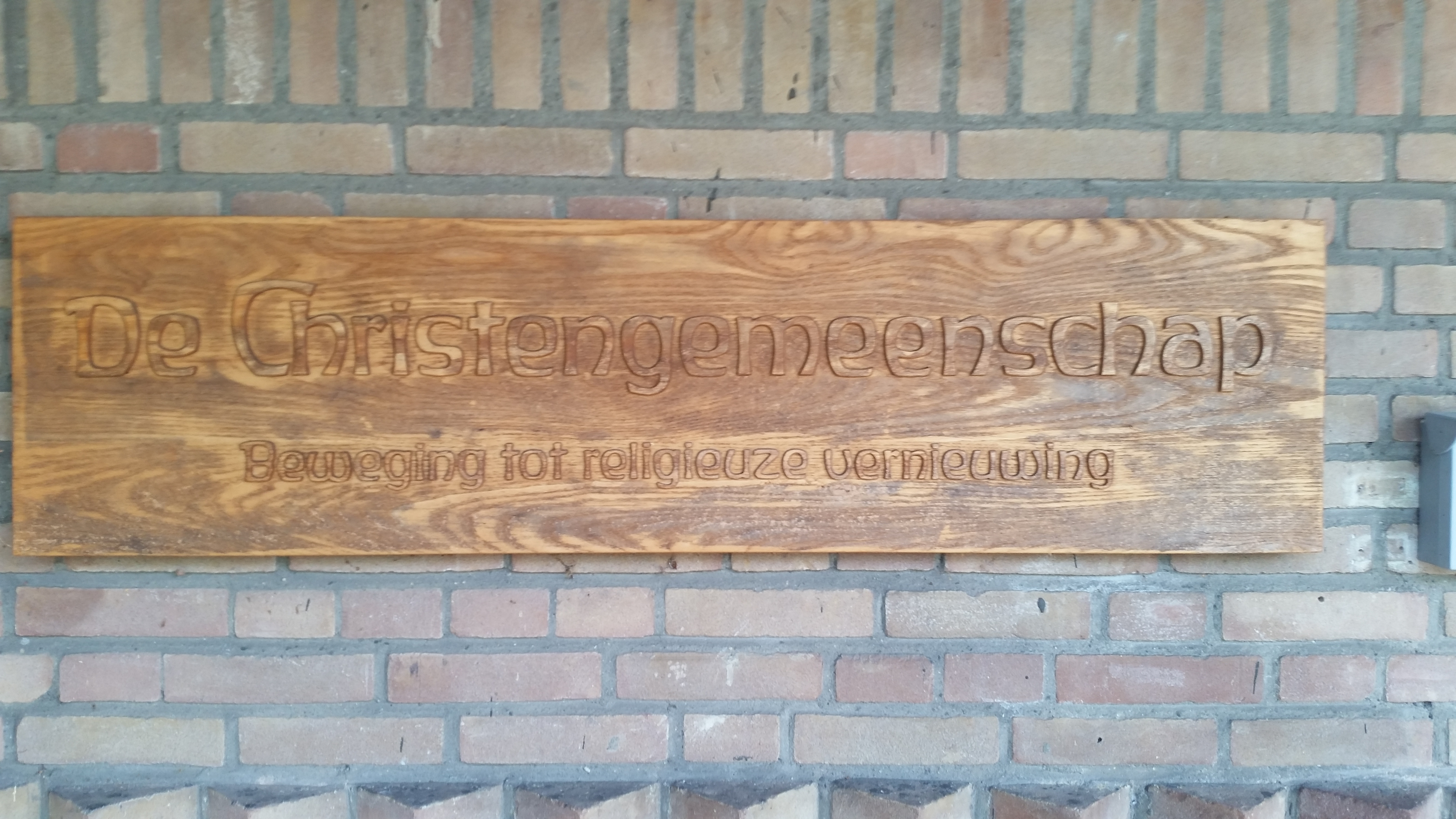
Christengemeenschap
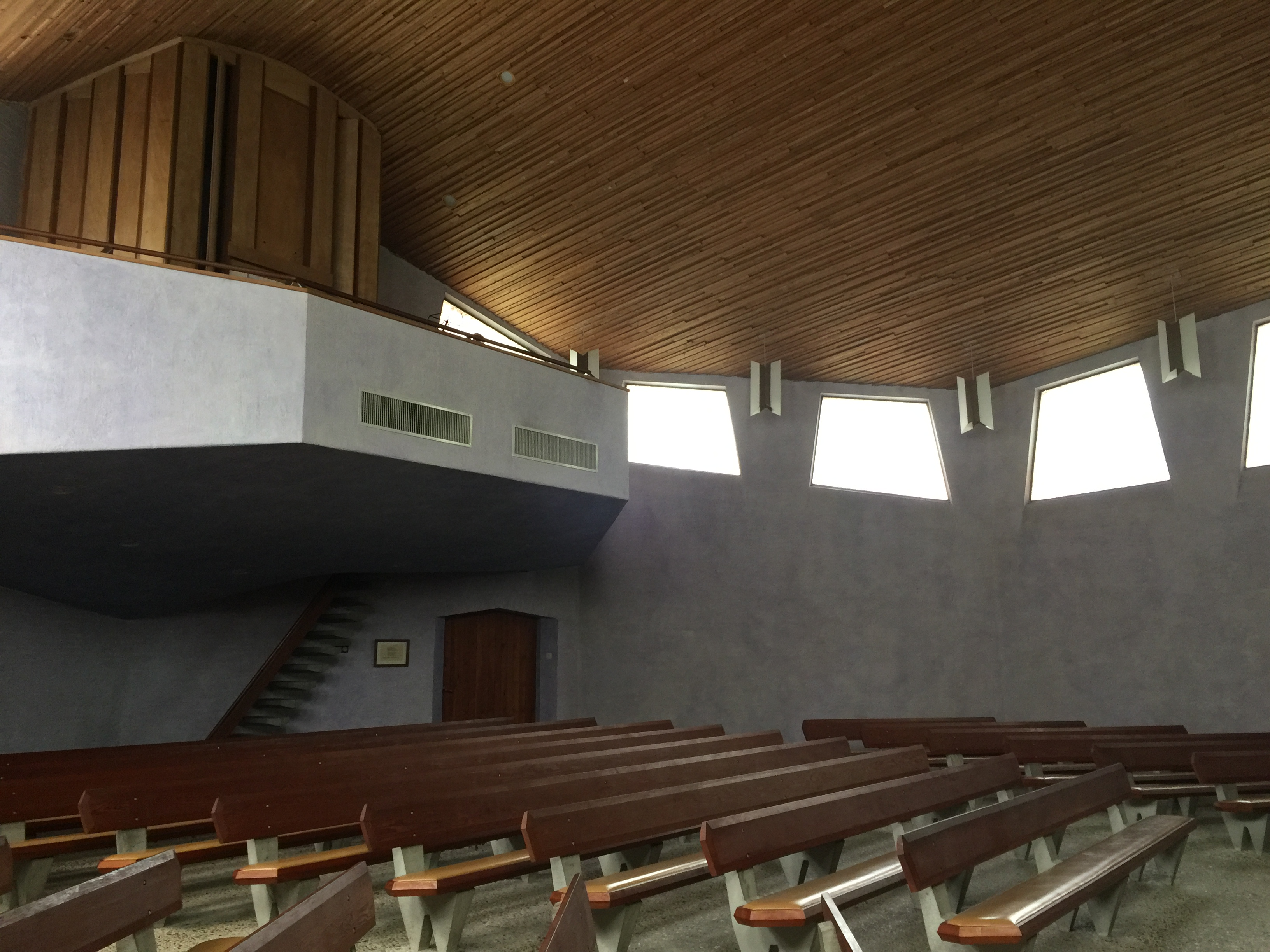
Orgel